# Каньола, Луиджи
Луиджи Каньола (итал. Marchese Luigi Cagnola; 9 июня 1762, Милан — 14 августа 1833, Инвериго, Ломбардия) — итальянский архитектор, маркиз, представитель миланского неоклассического движения и наполеоновского ампира на севере Италии.

## Биография
Луиджи Каньола был родом из Ломбардии, области на севере Италии, которая издавна славилась умелыми каменщиками и строителями. Ломбардская архитектурная школа складывалась ещё в Средние века и дала ощутимые результаты в эпоху Возрождения.
Луиджи в возрасте четырнадцати лет поступил в Коллегиум Клементины в Риме (Collegio Clementino di Roma, утверждённом папой Климентом XI). Получил юридическое образование в Павийском университете. Посвящённый в юридическую профессию, он получил должность в австрийской администрации в Милане; женился на Франческе Д’Адда, музыканте и композиторе на тридцать два года моложе его, дочери маркиза Феличе Д’Адда и его тёти Маргариты Каньолы. Движимый страстью к архитектуре, Луиджи представил свои предложения по строительству новых Восточных ворот Милана, но его проект был отклонён как слишком затратный. Однако с этого момента Каньола решил полностью посвятить себя архитектуре. После смерти отца он провёл два года в Вероне и Венеции, изучая архитектурные сооружения этих городов.
В 1806 году наполеоновская администрация Милана поручила Каньоле воздвигнуть триумфальную арку по случаю бракосочетания итальянского вице-короля Евгения Богарне и Августы Амалии, принцессы Баварской. Арка была временной, деревянной, но произвела такое впечатление, что решено было построить её из мрамора. Первый камень был заложен 14 октября 1807 года. Результатом стала великолепная Арка Мира у ворот Парка Семпионе в Милане, уступающая по размерам только Триумфальной арке в Париже.
В 1814 году в Милане Луиджи Каньола построил арку «Порта Тичинезе» (Porta Ticinese; западные городские ворота в направлении кантона Тичино), затем «Порта Маренго» (Porta Marengo; в честь победы Наполеона над австрийцами в битве при Маренго в 1800 году). Первоначальная надпись, прославляющая Наполеона на этих воротах, была заменена надписью, посвящённой миру, принесённому армией императора Австрии.
В 1816 году Луиджи Каньола стал первым мэром нового муниципалитета Трегасио.
Среди других работ, выполненных архитектором, — церковь «Ла Ротонда» в Трегасио, колокольня церкви Санти-Надзарио-e-Чельсо ди Урньяно, реконструкция приходской церкви в Гизальба, церковь Санти-Косма-e-Дамиано в Конкореццо, церковь Сан-Николо в Ваприо-д’Адда (Милан), капелла Санта-Марчеллина в Милане, лестница виллы Сапорити в Комо.
Вместе с Луиджи Каноникой, Альбертолли, Джузеппе Дзаноя был одним из создателей первого генерального плана города Милана.
Луиджи Каньола умер 14 августа 1833 года, за пять лет до завершения строительства Арки Мира. По завещанию он был похоронен на кладбище Оццеро, городка в провинции Милан, где семье принадлежало Палаццо Каньола, ставшее впоследствии ратушей; благодаря этому, в отличие от многих могил прославленных миланцев, пропавших без вести из-за закрытия различных городских кладбищ, его захоронение было спасено и в 1933 году, по случаю столетия со дня его смерти, перенесено в Склеп Фамедио на Монументальном кладбище Милана.
Архив Луиджи Каньолы, происходящий из виллы «Ла Ротонда» в Инвериго, насчитывает около 1900 экспонатов, включая рисунки и гравюры. Большая часть материалов относится к профессиональной деятельности архитектора 1780—1830 годов и состоит из набросков, акварелей и рисунков с автографами.

## Галерея
- Арка Мира. 1826—1838. Милан
- Храм (Темпьетто) в садах Гуасталло, Милан
- Порта Тичинезе. 1801—1814. Милан
- Ораторий «Ла Ротонда» в Трегасио. 1842
- Церковь Сан-Лоренцо в Гизальба (Ломбардия). 1821
- Кампанила (колокольня) церкви Санти-Надзарио-e-Чельсо ди Урньяно
- Церковь Сан-Николо в Ваприо-д'Адда. 1816—1817. Милан